# Montverdun
Montverdun és un municipi francès situat al departament del Loira i a la regió d'Alvèrnia-Roine-Alps. L'any 2007 tenia 981 habitants.

## Demografia

### Població
El 2007 la població de fet de Montverdun era de 981 persones. Hi havia 354 famílies de les quals 67 eren unipersonals (17 homes vivint sols i 50 dones vivint soles), 116 parelles sense fills, 154 parelles amb fills i 17 famílies monoparentals amb fills.
La població ha evolucionat segons el següent gràfic:
Habitants censats

### Habitatges
El 2007 hi havia 429 habitatges, 364 eren l'habitatge principal de la família, 37 eren segones residències i 27 estaven desocupats. 410 eren cases i 16 eren apartaments. Dels 364 habitatges principals, 295 estaven ocupats pels seus propietaris, 63 estaven llogats i ocupats pels llogaters i 6 estaven cedits a títol gratuït; 2 tenien una cambra, 6 en tenien dues, 25 en tenien tres, 114 en tenien quatre i 217 en tenien cinc o més. 331 habitatges disposaven pel capbaix d'una plaça de pàrquing. A 125 habitatges hi havia un automòbil i a 217 n'hi havia dos o més.

### Piràmide de població
La piràmide de població per edats i sexe el 2009 era:
| Homes | Edats   | Dones |
| ----- | ------- | ----- |
| 0     | 95 o +  | 4     |
| 1     | 90 a 94 | 6     |
| 4     | 85 a 89 | 13    |
| 11    | 80 a 84 | 6     |
| 16    | 75 a 79 | 23    |
| 4     | 70 a 74 | 23    |
| 18    | 65 a 69 | 16    |
| 25    | 60 a 64 | 15    |
| 19    | 55 a 59 | 11    |
| 33    | 50 a 54 | 35    |
| 21    | 45 a 49 | 12    |
| 27    | 40 a 44 | 36    |
| 39    | 35 a 39 | 19    |
| 25    | 30 a 34 | 31    |
| 29    | 25 a 29 | 22    |
| 27    | 20 a 24 | 27    |
| 27    | 15 a 19 | 18    |
| 19    | 10 a 14 | 22    |
| 23    | 5 a 9   | 18    |
| 25    | 0 a 4   | 28    |

## Economia
El 2007 la població en edat de treballar era de 605 persones, 448 eren actives i 157 eren inactives. De les 448 persones actives 414 estaven ocupades (227 homes i 187 dones) i 35 estaven aturades (15 homes i 20 dones). De les 157 persones inactives 56 estaven jubilades, 38 estaven estudiant i 63 estaven classificades com a «altres inactius».

### Ingressos
El 2009 a Montverdun hi havia 439 unitats fiscals que integraven 1.155 persones, la mediana anual d'ingressos fiscals per persona era de 16.029 €.

### Activitats econòmiques
Dels 45 establiments que hi havia el 2007, 1 era d'una empresa alimentària, 3 d'empreses de fabricació d'altres productes industrials, 13 d'empreses de construcció, 8 d'empreses de comerç i reparació d'automòbils, 6 d'empreses de transport, 4 d'empreses d'hostatgeria i restauració, 1 d'una empresa d'informació i comunicació, 1 d'una empresa financera, 2 d'empreses immobiliàries, 3 d'empreses de serveis, 1 d'una entitat de l'administració pública i 2 d'empreses classificades com a «altres activitats de serveis».
Dels 14 establiments de servei als particulars que hi havia el 2009, 1 era un paleta, 4 guixaires pintors, 3 fusteries, 1 lampisteria, 1 electricista, 1 veterinari, 1 restaurant i 2 agències immobiliàries.
Dels 3 establiments comercials que hi havia el 2009, 1 era una fleca i 2 carnisseries.
L'any 2000 a Montverdun hi havia 19 explotacions agrícoles que ocupaven un total de 684 hectàrees.

## Equipaments sanitaris i escolars
El 2009 hi havia una escola elemental.

## Poblacions més properes
El següent diagrama mostra les poblacions més properes.